# Kościół św. Edyty Stein w Wilkowicach
Kościół pw. św. Edyty Stein w Wilkowicach – kościół rzymskokatolicki należący do parafii pw. św. Marcina w Wilkowicach (archidiecezja poznańska).

## Historia

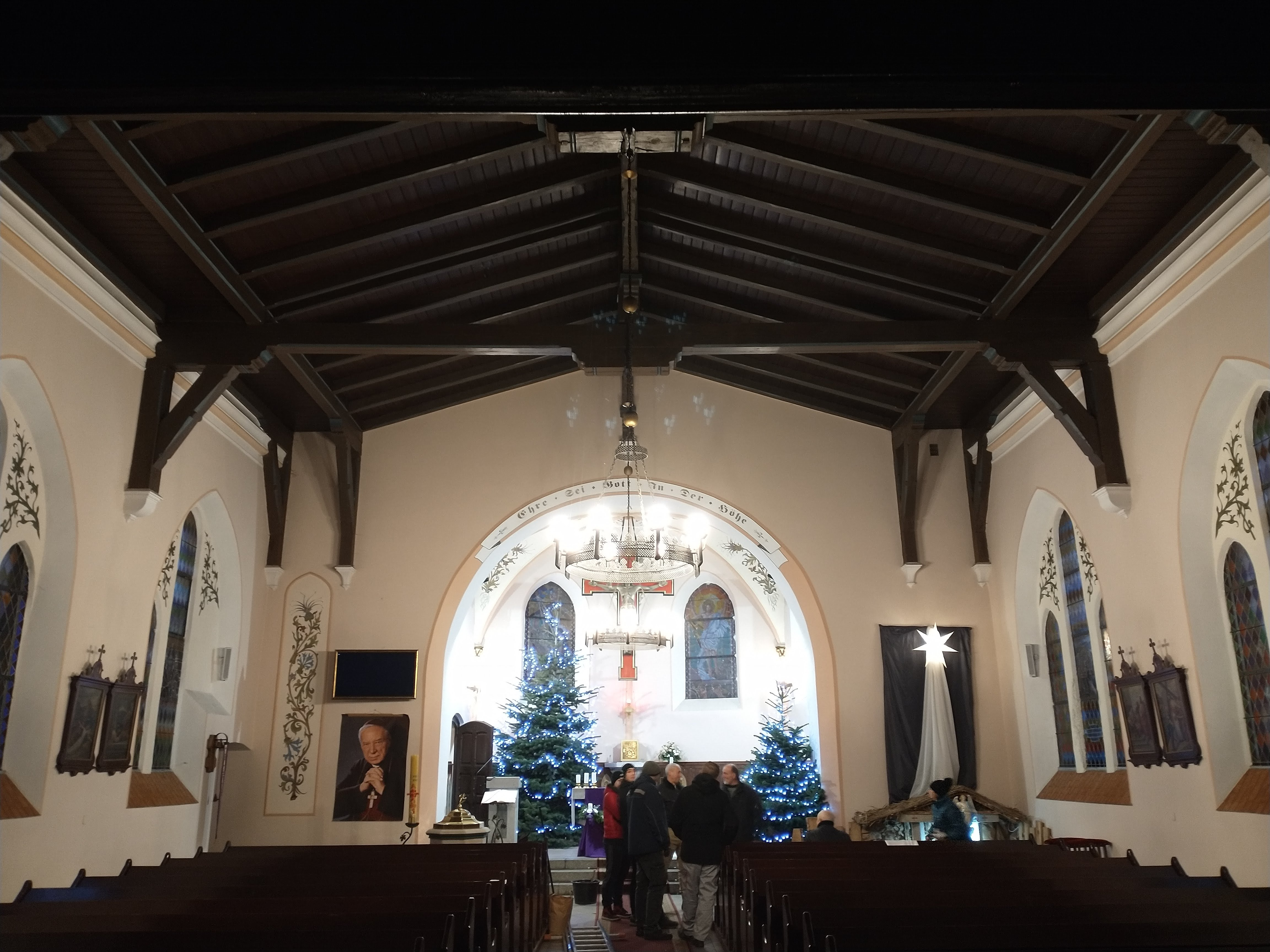
Wnętrze

Zbudowany w 1894 roku jako zbór ewangelicki dla kolonistów niemieckich osiedlonych w osadzie zwanej Wilkowem Niemieckim. Gmina ewangelicka przynależała do Ewangelickiego Kościoła Unii Staropruskiej. Po odzyskaniu niepodległości przez Polskę została włączona do superintendentury Leszno Ewangelickiego Kościoła Unijnego w Polsce. Po II wojnie światowej i wysiedleniu Niemców świątynia przestała pełnić funkcję sakralną i była użytkowana jako magazyn. W 1990 roku kościół przekazano miejscowej parafii katolickiej. Podjęto wówczas prace remontowe i dostosowano wnętrze do wymogów liturgii Kościoła katolickiego. W 1996 roku świątynię poświęcono nadając jej wezwanie św. Edyty Stein, znanej jako św. Teresa Benedykta od Krzyża - karmelitanki bosej urodzonej we Wrocławiu, męczenniczki II wojny światowej. Jest to jedyny kościół w archidiecezji poznańskiej noszący ten tytuł. Obecnie pełni funkcje pomocnicze dla lokalnej wspólnoty katolików.
W pobliżu kościoła znajduje się dawny pałacyk Stablewskich, zaadaptowany później na pastorówkę.